# فروید (مینی‌سریال)
فروید (انگلیسی: Freud) یک مجموعهٔ تلویزیونی بریتانیایی دربارهٔ زندگی زیگموند فروید است که در سال ۱۹۸۴ از شبکهٔ بی‌بی‌سی پخش شد.

## بازیگران
- دیوید سوشی
- سوزان برتیش
- پیتر جفری
- مایکل کیچن
- کری شیل
- جولیت استیونسون
- دیوید سوئیفت